# Annamitsko gorovje
Annamitsko pogorje ali Annamsko gorovje (francosko Chaîne annamitique; Predloga:Lang-lo Phou Luang; vietnamsko Dãy (núi) Trường Sơn) je veliko gorovje vzhodnega ¸Indokitajskega polotoka, ki se razteza približno 1100 km skozi Laos, Vietnam in majhno območje na severovzhodu Kambodže. Ime Annam je vietnamska izgovorjava in terminologija kitajščine: 安南 (pinjin: Ān Nán), kar pomeni »pomiriti jug«, in se nanaša na Vietnam. Francozi so prevzeli besedo in uporabili Annamese ali Annamite za označevanje Vietnamcev.

## Topografija
Najvišje točke pogorja so 2819 m visoka gora Phou Bia (laoško ພູເບັ້ຍ)), 2720 m visok Phu Xai Lai Leng in 2598 m visok Ngoc Linh (Ngoc Pan – »žadasta gora«). Slednja je na severozahodnem robu triasnega Kontumskega masiva v osrednjem Vietnamu. Pomembna gorska prelaza sta prelaz Nape in prelaz Mụ Giạ.
Annamitsko pogorje poteka vzporedno z vietnamsko obalo v blagem zavoju, ki deli porečje reke Mekong od vietnamske ozke obalne nižine vzdolž Južnokitajskega morja. Večina grebenov je na laoški strani. Vzhodno pobočje verige se strmo dviga iz ravnice, ki jo odmakajo številne kratke reke. Zahodno pobočje je bolj položno in tvori pomembne planote, preden se spusti na bregove Mekonga. Samo območje ima tri glavne planote, od severa proti jugu: planoto Phouane, planoto Nakai in planoto Bolaven.
Geološka zgradba je zapletena, severni del je v glavnem sestavljen iz apnenca, peščenjaka, granita in gnajsa; v južnem delu so gube, ki razkrivajo aplitno podlago, na nekaterih območjih jih pokrivajo tokovi bazaltne lave. Planote, ki jih tvorijo tokovi lave, vključujejo planoto Bolaven v južnem Laosu, planoto Kon Tum in planoto Da Lat v južnem Vietnamu . Na jugu se začne zavijati, vzpenjati in konča v delti pri Sajgonu.
Laos leži večinoma v porečju Mekonga, zahodno od razvodja, čeprav večina province Houaphan in del province Šjangkhoang (kjer je znamenita Planota kamnitih kozarcev) ležita vzhodno od razvodja. Večina Vietnama leži vzhodno od razvodja, čeprav Vietnamsko centralno višavje leži zahodno od razvodja, v porečju Mekonga.

## Ekologija
Annamitsko gorovje tvori pomembno globalno ekoregijo tropskih sezonskih gozdov, ekoregijo vlažnih gozdov, ki je sestavljena iz dveh kopenskih ekoregij, gorskih gozdov južnih Annamitov in vlažnih gozdov severnih Annamitov.
Območje je dom redkih bitij, kot so nedavno odkrit annamitski črtasti zajec (Nesolagus timminsi) in antilopi podobna saola (Pseudoryx nghetinhensis), šarasti langur (Pygathrix), veliki gaur, kitajski pasavec (Manis pentadactyla) in indokitajski tiger (Panthera tigris tigris).

## Zgodovina
Večino visokogorja, kot sta Annamitsko pogorje in Centralno višavje, so v začetku 20. stoletja poseljevale etnične manjšine, ki niso bile Vietnamci. Demografija se je spremenila z množično kolonizacijo 6 milijonov naseljencev od leta 1976 do 1990-ih, zaradi česar so etnični vietnamski Kinhi številčno presegli domorodne etnične skupine v visokogorju.